# Hella Heizmann
Hella Heizmann (* 24. Februar 1951 in Wetzlar als Hella Bornhütter; † 12. Juli 2009 in Eschenburg; ab 2000 bürgerlich Hella Weg) war eine deutsche Sängerin, Gesangspädagogin und Liedermacherin christlicher Popmusik. Texte und Melodien einiger ihrer Lieder finden sich in kirchlichen Gesangbüchern.

## Leben und Karriere
Hella Heizmann wuchs mit drei Geschwistern in einer Familie der Brüderbewegung in Wetzlar auf. Im Alter von sechs Jahren sang sie bereits im Kinderchor der Radiosendung „Fröhliche Kinderstunde“ von Ruth Frey sowie später dem daraus erwachsenen Wetzlarer Kinderchor unter Margret Birkenfeld mit. Nach dem Umzug ihrer Familie nach Ahlen sang sie als Teenager in einer lokalen Band mit. Eine Kassettenaufnahme der Band bekam Klaus Heizmann, damals hauptamtlicher Musiker des Missionswerkes Jugend für Christus, zu hören, woraufhin Hella eine Einladung zum Jugend-für-Christus-Teen-Team erhielt.
1971 heiratete sie Klaus Heizmann, und im selben Jahr brachen die beiden mit dem Jugend-für-Christus-Teen-Team zu einer dreimonatigen Reise nach Südafrika auf. Nach ihrer Rückkehr begann Hella Heizmann ein Musikstudium in Frankfurt, das sie jedoch wegen ihrer zweiten Schwangerschaft nach fünf Semestern abbrach. 1977 absolvierte sie an der Akademie für Tonkunst in Darmstadt ihr Staatsexamen zur Gesangspädagogin.
Im Jugend-für-Christus-Chor ihres Ehemanns trat Hella Heizmann zunächst als Sopransolistin auf. Gleichzeitig entwickelte sie sich stetig zur selbstständigen Sängerin. So erschien ihr Solodebüt Wunder sind mir kein Problem 1975 als Kollaborationsalbum mit dem Jugend-für-Christus-Chor. Es folgten die Alben Wer von der Liebe singt, 1978, und ihr erstes Weihnachtsalbum Die Freude wirft ihr Licht voraus, 1979. Anfang der 1980er Jahre erschienen die Alben Ein Tropfen auf den heißen Stein und Hella Heizmann – singenderweise, beide arrangiert von Tom Keene und letzteres in den USA aufgenommen. Für Regenbogenzeit arbeitete Hella Heizmann 1983 erstmals mit Hans-Werner Scharnowski als Arrangeur zusammen, außerdem wirkte hier bei den Backings das Folk-Duo Don & Susie Newby mit. 1985 veröffentlichte sie ihr zweites Weihnachtsalbum Und es begab sich … mit dem Studiochor des Musischen Bildungszentrums St. Goar, arrangiert von Hans-Werner Scharnowski. Die Platte Verändert erschien 1987 und wurde sowohl von Scharnowski als auch Helmut Jost und Hella Heizmann selbst produziert. 1989 veröffentlichte sie ihr autobiografisches Buch Hätt’ ich doch was Anständiges gelernt!. Als Hella Heizmann und ihre Rasselbande widmete sie sich in den 1990er Jahren intensiv der Kindermusik, sodass ihr nächstes Soloalbum nach längerer Künstlerpause erst 2002 unter dem Titel Leise Töne erschien. Ihr letztes vollständiges Album Geheimnisvoll sind Gottes Wege veröffentlichte sie drei Jahre später 2006.
Mit dem Heranwachsen ihrer beiden Töchter bildete sich außerdem das Trio Hella, Melanie und Viola Heizmann. Mit erst 16 bzw. 18 Jahren veröffentlichten die Schwestern an der Seite ihrer Mutter 1990 ihr Debütalbum Das große Wunder hat ganz klein begonnen. Allerdings war das Trio bereits in den Jahren zuvor wiederholt als Gast bei Chorprojekten des Vaters bzw. damaligen Ehemanns Klaus Heizmann aufgetreten. Der Erfolg ihres Weihnachtsdebüts ließ 1994 ein zweites Weihnachtsalbum unter dem Titel Glanzlichter folgen. 1999 erschien zum 50. Verlagsjubiläum von Gerth Medien eine Kompilation der beiden Produktionen. 1995 kam noch eine letzte, ruhigere Auswahl alter Choräle und Evangeliumslieder unter dem Titel Von Herzen hinzu.
1993 wurde die Ehe von Hella und Klaus Heizmann geschieden. Als einige Jahre später ihre erwachsenen Töchter auszogen, machten sich Depressionen und ein Burnout bemerkbar. 1998 entschied sie sich schließlich für eine Behandlung in der Klinik Hohe Mark. Später besuchte Hella Heizmann die Klinik wöchentlich, um den Patienten ein gemeinsames therapeutisches Singprogramm anzubieten.
Seit 2000 war Hella Heizmann mit dem Unternehmer Fritz Jürgen Weg verheiratet und trug bürgerlich dessen Namen. Der Künstlername blieb Hella Heizmann. Ihre zwei letzten Alben entstanden nach ihrer Wiederheirat. Sie verarbeitete die Erfahrungen der letzten Jahre in diesen beiden Alben und versuchte durch ihre Lieder und Auftritte anderen Menschen in Krisensituationen zu helfen.
Im Juli 2009 erlag Hella Heizmann im Alter von 58 Jahren einem nur Wochen zuvor festgestellten Bauchspeicheldrüsenkrebs. Sie arbeitete zuletzt an einem Vermächtnisalbum mit ihren beliebtesten Liedern, die neu von ihr eingesungen werden sollten. Allerdings musste ein Großteil postum von ihren Töchtern Melanie und Viola aufgenommen werden. Das Konzept mit dem Titel Ich bin dir nah erschien 2009 unter „Melanie und Viola für Hella Heizmann“.
Im freikirchlichen Gesangbuch Feiern und Loben ist Hella Heizmann mit drei Liedern vertreten. Für drei weitere Kirchenlieder in diesem Gesangbuch komponierte sie die Melodien. In weiteren einflussreichen Gesangbüchern, wie der Reihe Jesu Name nie verklinget, Ich will dir danken! oder Feiert Jesus!, sind ihre Lieder ebenfalls vertreten.
Auch im neuen evangelischen Gesangbuch Wo wir dich loben, wachsen neue Lieder - plus von 2018 ist unter der Nummer 177 Hella Heizmann mit einem Lied vertreten: Manchmal, wenn ich mit dir reden will.
2010 erschienen Hella Heizmanns frühe Soloalben von 1975 bis 1983 aus dem Hänssler Verlag digitalisiert und remastered auf CD. 2012 veröffentlichte Hänssler einen Dokumentationsfilm unter dem Titel Hella Heizmann – Vertrauensvoll auf Gottes Wegen mit Interviews von Angehörigen und Freunden der Musikerin.

## Diskografie
| Jahr | Titel | Mitwirkende                                                                             | Label                        | Anmerkungen |
| ---- | --- | --------------------------------------------------------------------------------------- | ---------------------------- | --- |
| 1975 | Wunder sind mir kein Problem | Jugend-für-Christus-Chor unter der Leitung von Klaus Heizmann                           | Hänssler Music LP-Nr. 99.101 | Kollaborationsalbum mit Jugend-für-Christus-Chor; CD-Veröffentlichung 2011 unter Hänssler Music – CD-Nr. 97.193 |
| 1978 | Wer von der Liebe singt … | Die Brückenbauer unter der Leitung von Klaus Heizmann                                   | Hänssler Music LP-Nr. 99.115 | CD-Veröffentlichung 2011 unter Hänssler Music – CD-Nr. 97.192                                                   |
| 1979 | Die Freude wirft ihr Licht voraus Advents- und Weihnachtslieder | Euro-Chor unter der Leitung von Klaus Heizmann                                          | Hänssler Music LP-Nr. 99.132 | CD-Veröffentlichung 2010 unter Hänssler Music – CD-Nr. 97.177                                                   |
| 1980 | Singenderweise |                                                                                         | Hänssler Music LP-Nr. 99.130 | CD-Veröffentlichung 2010 unter Hänssler Music – CD-Nr. 97.180                                                   |
| 1981 | Ein Tropfen auf den heißen Stein … |                                                                                         | Wersi LP-Nr. 1009            | Fortsetzung des Albumtitels auf Coverrückseite: „… kann der Anfang eines Regens sein“                           |
| 1981 | [1] Ich kann ein Lied von Gottes Liebe singen • [2] O Herr, mach mich zum Werkzeug deines Friedens • [3] Ein Tropfen auf den heißen Stein • [4] Was kommt nach dem Sattsein • [5] Hoffnung • [6] Warum kann nicht Friede sein • [7] Ich freue mich auf diesen Abend • [8] Kinder (Sind so kleine Hände) • [9] Nur ein Beginn • [10] Nichts kann uns von deiner Liebe scheiden • [11] Der Hunger • [12] Ein Blatt |                                                                                         | Wersi LP-Nr. 1009            | Fortsetzung des Albumtitels auf Coverrückseite: „… kann der Anfang eines Regens sein“                           |
| 1983 | Regenbogenzeit | Don & Susie Newby                                                                       | Gerth Medien LP-Nr. 99.138   | CD-Veröffentlichung 2010 unter Hänssler Music – CD-Nr. 97.181                                                   |
| 1985 | Und es begab sich … Advents- und Weihnachtslieder von und mit Hella Heizmann | Studiochor des Musischen Bildungszentrums St. Goar unter der Leitung von Klaus Heizmann | Hänssler Music LP-Nr. 99.154 | |
| 1987 | Verändert |                                                                                         | Hänssler Music LP-Nr. 99.165 | |
| 2002 | Leise Töne |                                                                                         | Felsenfest CD-Nr. 943.277    | |
| 2006 | Geheimnisvoll sind Gottes Wege |                                                                                         | Hänssler Music CD-Nr. 97.185 | Initial erschienen im Selbstverlag von Hella Weg                                                                |

| Jahr | Titel                   | Mitwirkende                                                   | Label              |
| ---- | ----------------------- | ------------------------------------------------------------- | ------------------ |
| 197? | Meine neuesten Lieder … | Jugend-für-Christus-Chor unter der Leitung von Klaus Heizmann | JfC Single-Nr. 516 |

| Jahr | Titel           | Label                        | Anmerkungen                                                                                       |
| ---- | --------------- | ---------------------------- | ------------------------------------------------------------------------------------------------- |
| 1991 | Der junge Sound | Hänssler Music LP-Nr. 99.109 | Kollaborationsprojekt, Hella Heizmann mit den Brückenbauern vertreten mit Titel „Wer macht frei?“ |

| Jahr | Titel             | Label                        |
| ---- | ----------------- | ---------------------------- |
| 1991 | The Best Of Hella | Hänssler Music CD-Nr. 99.526 |

| Jahr | Titel | Mitwirkende                                        | Label                                                  | Anmerkungen |
| ---- | --- | -------------------------------------------------- | ------------------------------------------------------ | --- |
| 1983 | Halleluja mit Händen und Füßen Kinderpsalmen von und mit Hella Heizmann und ihrer Rasselbande | Hella Heizmann und ihre Rasselbande                | Hänssler Music LP-Nr. 99.112                           | |
| 1985 | Nur für Kinder | Hella Heizmann und ihre Rasselbande*               | Papagayo LP-Nr. 1 C 038-1560141 MC-Nr. 1 C 238-1560144 | * Bezeichnung bei Initialveröffentlichung: „Hella und ihre Rasselbande“ |
| 1985 | [1] Leg doch mal ne Platte auf • [2] Go-Cart zum TÜV (Solo: Burkhardt Franz) • [3] Papi, leg die Zeitung weg (Solo: Viola Heizmann) • [4] Grand Prix der Tiere • [6] Macht doch die Welt nicht kaputter (Solo: Martina Franz) • [7] Wir haben heute unsern fernsehfreien Tag • [8] Mutti, du bist klasse (Solo: Viola Heizmann und Melanie Heizmann) • [9] Der dicke Fisch (Solo: Hella Heizmann) • [10] Timm’s Thema • [11] Ich fahr mit meinem Fahrrad zum Äquator (Solo: Burkhardt Franz, Ari Dreier, Jörg Richter, Uli Seinsche) • [12] Rätsel-Lied (Solo: Hella Heizmann) | Hella Heizmann und ihre Rasselbande*               | Papagayo LP-Nr. 1 C 038-1560141 MC-Nr. 1 C 238-1560144 | * Bezeichnung bei Initialveröffentlichung: „Hella und ihre Rasselbande“ |
| 1985 | In Israel, da war was los! Bibel-Lieder mal anders | Hella Heizmann und ihre Rasselbande                | Hänssler Music LP-Nr. 99.152                           | |
| 1985 | Singt mit! Die Mainzelmännchen – Fernsehhits | Hella Heizmann und ihre Rasselbande* Helmut Jost   | Dino Music LP-Nr. 1071 MC-Nr. 1072                     | Mit den Mainzelmännchen Anton, Berti, Conni, Det, Edi, Fritzchen und ihrem Erfinder Wolf Gerlach in Sprecherrollen; * Bezeichnung bei Initialveröffentlichung: „Hella und ihre Rasselbande“ |
| 1985 | [1] Ein Besuch im ZDF • [2] Mainzelmännchens Witzparade • [3] Dalli, Dalli – ein bisschen anders • [4] Krimi-Krimi • [5] Schminck-Lied • [6] Afrika-Rallye • [7] Gesundheitsmagazin • [8] Ein Stuntman für alle Fälle (Helmut Jost) • [9] ZDF-Kinderprogramm • [10] Sportstudio • [11] Auf euerm Bildschirm • [12] Thommy’s Kochstudio • [13] Die Pyramide • [14] Oberländer Volksmusik • [15] Heute • [16] Wim, Wum und Wendelin • [17] Der Wetterbericht | Hella Heizmann und ihre Rasselbande* Helmut Jost   | Dino Music LP-Nr. 1071 MC-Nr. 1072                     | Mit den Mainzelmännchen Anton, Berti, Conni, Det, Edi, Fritzchen und ihrem Erfinder Wolf Gerlach in Sprecherrollen; * Bezeichnung bei Initialveröffentlichung: „Hella und ihre Rasselbande“ |
| 1988 | Bärenstark und kinderleicht 14 neue Kinderlieder von und mit Hella Heizmann und ihrer Rasselbande | Hella Heizmann und ihre Rasselbande                | Hänssler Music LP-Nr. 99.171                           | |
| 1989 | Die Hochzeit zu Kana Kindermusical von Hella Heizmann und Gertrud Schmalenbach | Hella Heizmann und ihre Rasselbande                | Hänssler Music LP-Nr. 99.185                           | |
| 1990 | Echt elefantastisch | Hella Heizmann und ihre Rasselbande                | Schulte & Gerth CD-Nr. 38.667                          | |
| 1990 | Die Schrift an der Wand Kindermusical von Hella Heizmann und Gertrud Schmalenbach | Hella Heizmann und ihre Rasselbande                | Schulte & Gerth CD-Nr. 38.669                          | |
| 1991 | Die sonderbare Nacht Weihnachtssingspiel für Kinder von Hella Heizmann und Gertrud Schmalenbach | Hella Heizmann und ihre Rasselbande                | Schulte & Gerth CD-Nr. 38.674                          | |
| 1992 | Ohrwürmer Hella Heizmann – nicht nur für Kinder | Hella Heizmann und ihre Rasselbande                | Schulte & Gerth CD-Nr. 38.675                          | |
| 1992 | Abends ist es schön Zwölf Lieder zum Einkuscheln von Hella Heizmann | Hella Heizmann Hella Heizmann und ihre Rasselbande | Schulte & Gerth CD-Nr. 38.684                          | |
| 1993 | Die Reise nach Jerusalem Kindermusical von Hella Heizmann und Gertrud Schmalenbach | Hella Heizmann und ihre Rasselbande                | Schulte & Gerth CD-Nr. 38.685                          | |
| 1993 | Einfach tierisch | Hella Heizmann und ihre Rasselbande                | Schulte & Gerth CD-Nr. 38.688                          | |
| 1993 | Hella für Minis | Hella Heizmann und ihre Rasselbande                | Schulte & Gerth CD-Nr. 38.689                          | |
| 1994 | Sieben mal siebzig | Hella Heizmann Sieben-mal-Siebzig-Megachor         | Schulte & Gerth CD-Nr. 38.696                          | |
| 1995 | Total genial | Hella Heizmann und ihre Rasselbande                | Schulte & Gerth CD-Nr. 939.704                         | |
| 1996 | Pfiffig-frech, traurig-froh | Hella Heizmann und ihre Rasselbande                | Felsenfest CD-Nr. 944.161                              | Doppeltonträger mit Playback-Ausgabe auf zweitem Tonträger |

| Jahr     | Titel                                                             | Titel                                                             | Mitwirkende                                         | Label                                           | Anmerkungen                                                                                            |
| Jahr     | Seite A                                                           | Seite B                                                           | Mitwirkende                                         | Label                                           | Anmerkungen                                                                                            |
| -------- | ----------------------------------------------------------------- | ----------------------------------------------------------------- | --------------------------------------------------- | ----------------------------------------------- | --- |
| 1983 (?) | Regenbogen-Str. Vier neue Kinderlieder aus dem Gemeindejugendwerk | Regenbogen-Str. Vier neue Kinderlieder aus dem Gemeindejugendwerk | Hella Heizmann und ihre Rasselbande Andreas Malessa | Gemeindejugendwerk Pila Music Single-Nr. 20.219 | Maxi-Single; Zweitverwertung sämtlicher Musiktitel für Pila Music – LP-Nr. 20.135 von Arno und Andreas |

| Jahr | Titel                                                                            | Label                          | Anmerkungen                                                   |
| ---- | -------------------------------------------------------------------------------- | ------------------------------ | ------------------------------------------------------------- |
| 1991 | Hellas schönste Kinderlieder                                                     | Hänssler Music CD-Nr. 99.515   | MC-Ausgabe erschienen als Doppeltonträger unter MC-Nr. 96.415 |
| 1996 | Einfach bombastisch!: Das Beste von Hella Heizmann und ihrer Rasselbande. Vol. 1 | Schulte & Gerth CD-Nr. 939.711 |                                                               |
| 1997 | Einfach bombastisch!: Das Beste von Hella Heizmann und ihrer Rasselbande. Vol. 2 | Schulte & Gerth CD-Nr. 939.719 |                                                               |

| Jahr | Titel                             | Künstler Repräsentativer Produzent | Mitwirkende                                                             | Label                     | Anmerkungen                                                                                       |
| ---- | --------------------------------- | ---------------------------------- | ----------------------------------------------------------------------- | ------------------------- | ------------------------------------------------------------------------------------------------- |
| 1986 | Herzlichen Glückwunsch            | Arno & Andreas                     | Die Regenbogenkinder Hella Heizmann und ihre Rasselbande                | Pila Music LP-Nr. 20.135  | Zweitverwertung sämtlicher Musiktitel der Single Regenbogen-Str. (Pila Music – Single-Nr. 20.219) |
| 1997 | Let’s Kläx Brandneue Kinderlieder | Hans-Werner Scharnowski            | Studiokinderchor unter der Leitung von Hella Heizmann und Thea Eichholz | Felsenfest CD-Nr. 944.171 |                                                                                                   |

| Jahr | Titel | Mitwirkende                               | Label                         | Anmerkungen |
| ---- | --- | ----------------------------------------- | ----------------------------- | --- |
| 1990 | Das große Wunder hat ganz klein begonnen Alte und neue Advents- und Weihnachtslieder | Hella, Melanie und Viola Heizmann*        | Schulte & Gerth CD-Nr. 38.983 | * Bezeichnung bei Initialveröffentlichung in Abbildungsreihenfolge von links nach rechts: „Viola, Hella, Melanie Heizmann“  |
| 1994 | Glanzlichter | Hella, Melanie und Viola Heizmann*        | Schulte & Gerth CD-Nr. 39.038 | * Bezeichnung bei Initialveröffentlichung in Abbildungsreihenfolge von links nach rechts: „Melanie*Hella*Viola*Heizmann“    |
| 1995 | Von Herzen | Hella, Melanie und Viola Heizmann*        | Music House CD-Nr. ?          | * Bezeichnung bei Initialveröffentlichung in Abbildungsreihenfolge von links nach rechts: „Melanie, Viola & Hella Heizmann“ |
| 1995 | [1] Stern, auf den ich schaue • [2] Wie ein Strom von oben • [3] Ich bin durch die Welt gegangen • [4] Weiß ich den Weg auch nicht • [5] Herr, weil mich festhält deine starke Hand • [6] Wenn Friede mit Gott • [7] Schönster Herr Jesu / Fürchte dich nicht, denn du bist mein • [8] Ich bete an die Macht der Liebe • [9] Hier hast du meine beiden Hände • [10] Die Sach ist dein, Herr Jesu Christ • [11] So nimm denn meine Hände | Hella, Melanie und Viola Heizmann*        | Music House CD-Nr. ?          | * Bezeichnung bei Initialveröffentlichung in Abbildungsreihenfolge von links nach rechts: „Melanie, Viola & Hella Heizmann“ |
| 2009 | Ich bin dir nah | Hella Heizmann Melanie und Viola Heizmann | Hänssler Music CD-Nr. 97.168  | Größtenteils postum von ihren Töchtern unter „Melanie und Viola für Hella Heizmann“ fertiggestelltes letztes Konzeptalbum   |

| Jahr | Titel                                                                | Label                          |
| ---- | -------------------------------------------------------------------- | ------------------------------ |
| 1999 | Die schönsten Weihnachtslieder von Hella, Melanie und Viola Heizmann | Schulte & Gerth CD-Nr. 939.168 |